# Dassault/Dornier Alpha Jet
Дассо/Дорнье «Альфа джет» (англ. Dassault/Dornier Alpha Jet) — лёгкий реактивный штурмовик третьего поколения и учебный самолёт, совместно разработанный немецкой компанией Dornier и французским концерном Dassault-Breguet в рамках франко-германской программы военно-технического сотрудничества. Принят на вооружение военно-воздушных сил многих стран, Alpha Jet по-прежнему широко используется, несмотря на большой возраст самолётов, в ВВС Франции и Германии, основных владельцев самолётов.

## Использование
- Бельгия: ВВС Бельгии (Alpha Jet E)
- Камерун: ВВС Камеруна (Alpha Jet MS2)
- Канада: Top Aces, Монреаль
- Кот-д’Ивуар: ВВС Кот-д’Ивуара (Alpha Jet E)
- Египет: ВВС Египта (Alpha Jet MS2 и E)
- Франция: ВВС Франции (Alpha Jet E)
- Германия: ВВС ФРГ (Alpha Jet A)
- Марокко: Королевские ВВС Марокко (Alpha Jet E)
- Нигерия: ВВС Нигерии (Alpha Jet E и 4 модернизированных в 2011 году Alpha Jet Garmin)
- Португалия: ВВС Португалии (Alpha Jet A)
- Катар: ВВС Катара (Alpha Jet E)
- Таиланд: Королевские ВВС Таиланда (Alpha Jet A)
- Того: ВВС Того (Alpha Jet E)
- Великобритания: компания QinetiQ (Alpha Jet A)

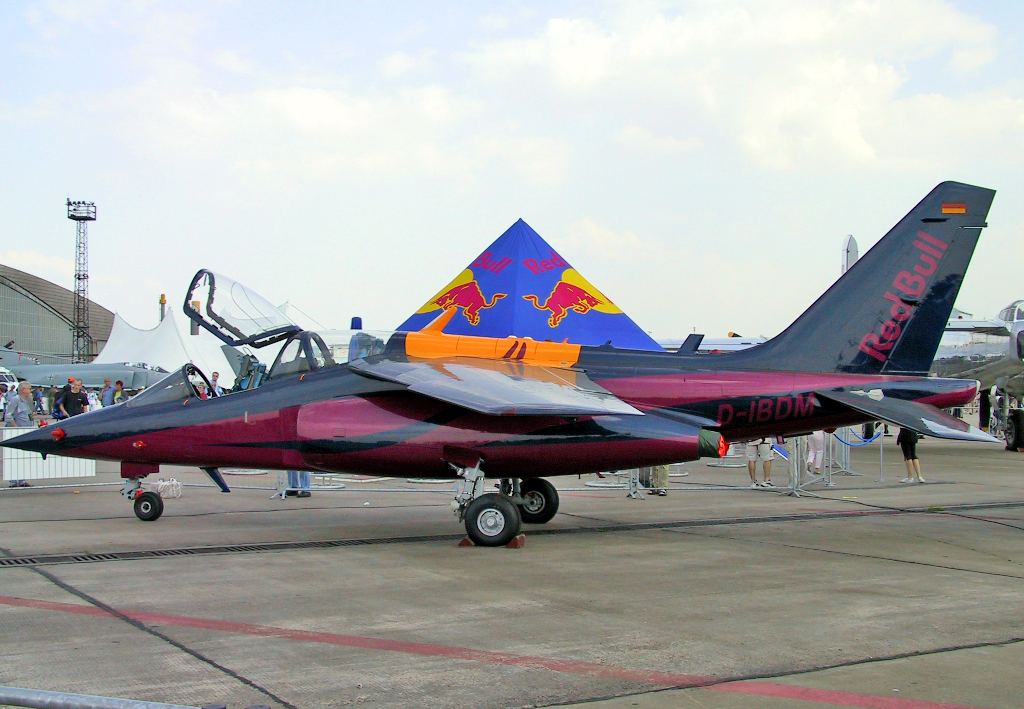
Альфа-джет компании Red Bull

## Характеристики
- Экипаж, чел: 1-2
- Длина, м: 13,23
- Размах крыльев, м: 9,1
- Высота, м: 4,19
- Площадь крыльев, м²: 17,5
- Вес пустого, кг: 3515
- Вес загруженного, кг: 5000
- Максимальный взлётный вес, кг: 8000
- Двигатель: SNECMA/Turboméca Larzac 04-C6
- Тип двигателя: турбовентиляторный
- Количество двигателей: 2
- Тяга двигателей: 13,2 кН каждый
- Максимальная скорость, км/ч: 994
- Дальность полёта, км: 2780
- Потолок, м: 13700
- Вооружение:
  - Пушки: 1× 27 mm Mauser BK-27 автоматическая пушка
  - Другое: до 2500 кг нагрузки на 5 внешних подвесках:
    - Бомбы:
      - Hunting BL755 cluster bomb units

    - Ракеты:
      - AGM-65 Maverick
      - AIM-9 Sidewinder
      - Matra Magic II